# Leif Krantz
Leif Krantz (ur. 15 kwietnia 1932 w Göteborgu, zm. 28 grudnia 2012 w Sztokholmie) – szwedzki reżyser i scenarzysta filmowy i telewizyjny. 
Pracę filmowca rozpoczął jako asystent reżysera przy serialu telewizyjnym My na wyspie Saltrakan (1964), adaptacji tekstów Astrid Lindgren. Specjalizował się w gatunku familijnym. Za swój jedyny film fabularny, Dzielni mali mężczyźni (1965), zdobył Grand Prix Jury na 26. MFF w Wenecji.